# Französisch-Nordafrika im Zweiten Weltkrieg
Nach dem deutschen Sieg über Frankreich im Juni 1940 gehörte Französisch-Nordafrika mit Algerien, Tunesien und Marokko zunächst zu Vichy-Frankreich. Nach der Operation Torch (November 1942) übernahmen die Alliierten militärisch die Macht in diesen Ländern, ließen die zivile und französische Militärverwaltung aber in französischen Händen unter alliierter Kontrolle. Die deutsche Besetzung ganz Frankreichs am 11. November 1942 („Unternehmen Anton“) verschärfte die Situation, so dass sich in Nordafrika zwei französische Lager gegenüberstanden, geführt von den Generälen Giraud und de Gaulle. Unter alliiertem Druck verhandelten sie miteinander, de Gaulle setzte sich am Ende durch, weil er mehr Unterstützung aus der französischen Gesellschaft erhielt.

## Vichy versus de Gaulle
Nach dem Waffenstillstand von Compiègne am 22. Juni 1940 unterstanden das französische Mutterland und die französischen Territorien in Afrika politisch und militärisch dem Vichy-Regime unter Marschall Philippe Pétain. Dieser kollaborierte mit Hitler und installierte auch mit Unterstützung der extremen französischen Rechten den „État français“, in dem die französische Linke und die Gewerkschaften verfolgt, die Demokratie abgeschafft, die Presse zensiert und unter anderem auch Rassegesetze nach dem Vorbild der Nürnberger Gesetze angewandt wurden.
Dagegen stand Charles de Gaulle. Aus seinem Londoner Exil propagierte auf Radio London mit dem „Appell des 18. Juni“ die Fortsetzung des bewaffneten französischen Widerstands gegen die deutsche Besatzung an der Seite der Alliierten.

## Militärische Situation seit 1942 in Nordafrika

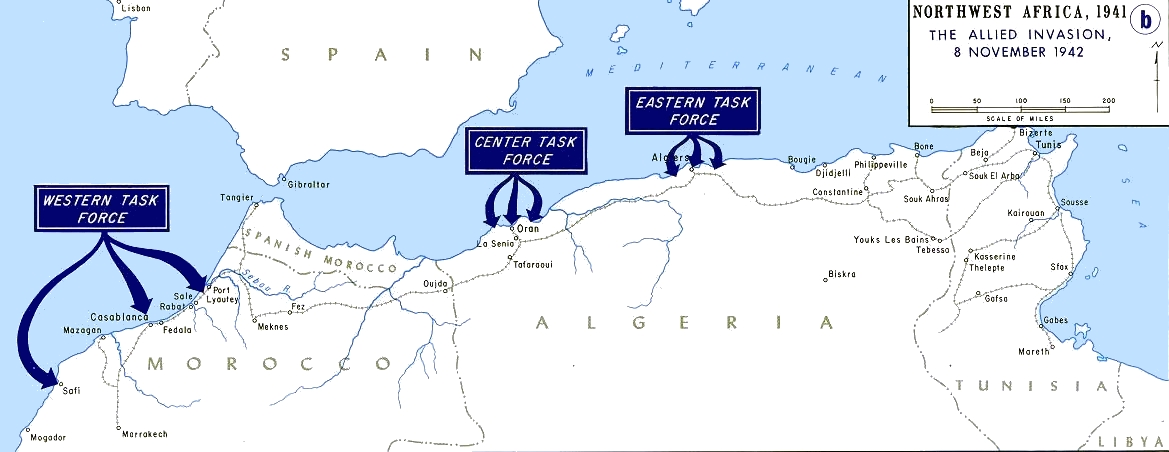
Landung der Alliierten an drei Kampfplätzen in Französisch-Nordafrika am 8. November 1942

Nach der Landung der Alliierten am drei Kampfplätzen zugleich in Französisch-Nordafrika (Marokko, Oran, Algier) am 8. November 1942 trafen sie dort auf den Widerstand der Vichy-Armee.
Bewaffnete Angehörige der Résistance, führend darunter der junge José Aboulker, unterstützten sie durch den sogenannten Putsch vom 8. November 1942 gegen die französische Militärführung. Sie erwarteten nach dem Sieg der alliierten Streitkräfte den Austausch nicht mehr tragfähiger Kollaborateure sowie, im Rahmen der Kriegsumstände, die Wiederherstellung demokratischer Freiheiten (z. B. Pressefreiheit, Aufhebung der Judendiskriminierung, Befreiung inhaftierter Anhänger der Résistance).
Der Oberbefehlshaber der Vichy-Streitkräfte, Admiral François Darlan (1881–1942), nach Pétain und Laval der dritthöchste Machthaber des Vichy-Regimes, war zufällig in Algier, sodass er und General Alphonse Juin, der Kommandant der vichytreuen Armee in Nordafrika, im Putsch vom 8. November durch überwiegend Angehörige der Chantiers de la Jeunesse unter der Führung von Oberst Van Hecke gefangen genommen wurden. Jedoch befreite sie wenig später die regimetreue Garde mobile, und sie konnten nach kurzer Zeit wieder ihre alten Positionen während der alliierten Landung übernehmen. Ohne auf Widerstand zu stoßen, schlossen die Alliierten Algier ein, das noch am gleichen Abend kapitulierte. Sie erwarteten nun von Darlan die Verkündung eines Waffenstillstands an allen Schauplätzen, doch zögerte der Admiral diesen Befehl bis zum 10. November hinaus.

### US-amerikanischer Nachrichtendienst, Vichy-Armee und Résistance
Robert Murphy, ein Diplomat des US-Außenministeriums und politischer Leiter für Operationen des im Aufbau befindlichen COI, hatte in der Phase amerikanischer Neutralität Französisch-Nordafrika bereist, mit General Maxime Weygand als französischem Oberbefehlshaber in Nordafrika ein Handelsabkommen ausgehandelt und damit die Entsendung von zwölf als Vizekonsuln getarnten Agenten ermöglicht. Berichte einheimischer Informanten über ökonomische und militärische Vorgänge gelangten über dieses Netzwerk zu Murphy.
Als dann Colonel William Alfred Eddy unter seiner Tarnung als Marineattaché in Tanger die Verantwortung für Nachrichtendienst, Sabotage und Widerstand übernahm, erfolgte in der ersten Jahreshälfte 1942 der Aufbau eines konspirativen Funknetzes entlang der nordafrikanischen Küste, das die Alliierten über alle wichtigen Veränderungen auf dem Laufenden hielt. Mit der wachsenden Macht Lavals in Vichy waren jedoch Murphys Kontakte zur vichy-französischen Militär- und Zivilverwaltung bedroht.
Um diese Kolonialverwaltung nicht weiter zu schwächen, verzichtete Murphy darauf, die gut organisierte Résistance mit etwa 15.000 Europäern, unter denen sich viele demobilisierte Soldaten befanden, über die bevorstehende alliierte Landung zu informieren. In einem Memorandum machte sich Murphy zum Sprecher der vichy-französischen Generäle, deren Kooperation er bei einer amerikanischen Intervention gewährleistet sah, wenn sie unter französischem Oberbefehl stehen sollte. Ihre bis dahin noch unklare Haltung interpretierte er als Ausdruck militärischer Schwäche gegenüber der Wehrmacht. Murphy überbrachte in Algier am frühen Morgen nach Beginn der Landung General Juin die Aufforderung zum Seitenwechsel.

## Die Fortführung des Vichy-Regimes unter Darlan

### Verzögerung der Vichy-Generäle, das Feuer in Oran und Marokko einzustellen
Darlan und Juin weigerten sich jedoch mehrere Tage, die Feuereinstellung für das restliche Französisch-Nordafrika zu befehlen, wo sich die Vichy-Armee weiter einen blutigen Kampf mit den Alliierten unter schweren Verlusten lieferte. Der französische General Henri Giraud war im Gefolge der Alliierten an der Operation Torch beteiligt. Nach seiner Ankunft in Algier am 9. November 1942 befürchtete Darlan, durch Giraud ersetzt zu werden. Bis zum 10. November – dem Tag der deutschen Besetzung der bis dahin unbesetzten Südzone in Frankreich (Unternehmen Anton) – ergab er sich nicht und war auch nicht bereit, einen Waffenstillstand für Nordafrika zu unterzeichnen. Nicht zuletzt aufgrund von 50 gefallenen alliierten Marines übte der amerikanische General Mark W. Clark massiven Druck auf Darlan aus. Doch für Darlan waren immer noch „die tiefen Gedanken Pétains“ für seinen Widerstand gegen den alliierten Angriff maßgebend, die er kurz zuvor noch in einem geheimen Telegramm aus Vichy empfangen hatte.
In Tunesien wurde der dortige Chef der Vichy-Armee, General Barré, von General Juin aufgefordert, die Macht an Deutsche und Italiener zu übergeben und so lange hinhaltenden Widerstand gegen die Alliierten auszuüben. Erst am 12. November trat das neu geschaffene Freiwilligenkorps Corps Francs d'Afrique (CFA) an der Seite der Alliierten gegen die Achsenmächte in Nordafrika in den Kampf.
Letztlich trat der Waffenstillstand am 10. in Oran und am 11. November auch in Marokko in Kraft, was dort das Leben der auf Seiten der Alliierten revoltierenden französischen Offiziere (General Antoine Béthouart, Magan und andere) in Meknès rettete. Daraufhin unterstellte Giraud in Algier Darlan das Kommando über die französischen Land- und Luftstreitkräfte in Nordafrika.

### Vichy-Regime in Nordafrika unter US-amerikanischer Vormacht
In seinem Befehl zur Feuereinstellung vom 10. November formulierte Darlan: „Ich übernehme den Befehl über Französisch-Nordafrika im Namen des Marschalls. Die Militärbefehlshaber behalten ihr Kommando und die zivilen Politiker und Verwaltungsbeamten bleiben auf ihren Posten. Es findet keine Änderung statt, bis neue Befehle von mir ergehen.“
Die Alliierten setzten Admiral Darlan, der nur unter äußerstem Druck nach dem Verlust vieler alliierter und französischer Soldaten zur Feuereinstellung zu bewegen gewesen war, trotzdem als Machthaber im befreiten Französisch-Nordafrika ein. Diese Situation, in der das Vichy-Regime in Nordafrika im Schutz der Alliierten für einige Monate fortgesetzt und de Gaulle vom Erlangen realer Macht über ein französisches Territorium abgehalten wurde, bezeichnete US-Präsident Franklin D. Roosevelt in einem Interview als militärisch zweckmäßig. Der Hintergrund war die Erwartung, dass die französischen Truppen so leichter zum Seitenwechsel bewegt werden konnten, doch entsprach dies weder der Erwartung der Résistance noch de Gaulles.
Am 11. November 1942 wurde Vichy, die provisorische Hauptstadt der bis dahin noch nicht besetzten Südzone Frankreichs, von der Wehrmacht kampflos eingenommen. Im nunmehr durch die Alliierten befreiten Französisch-Nordafrika nutzte Darlan den Verfassungsakt Nr. 4c, der ihn zum Nachfolger des Marschalls Pétain für den Fall dessen Todes erklärte. Am 14. November 1942 proklamierte sich Darlan folglich „im Namen des abwesenden Marschalls“ zum „Hochkommissar von Frankreich in Afrika“. Er erklärte General Bergeret, einen ehemaligen Minister Pétains, zu seinem Stellvertreter und Stellvertretenden Hochkommissar.
Am 15. November nominierte er „Sekretäre“ (dt. Minister), darunter zwei Résistants der extremen Rechten und einen Bankier, Rigault, zum Innenminister, Jaques Lemaigre-Dubreuil für die Beziehungen mit den Amerikanern und Pose zum Finanzminister. Kurz danach machte Darlan den Monarchisten Henri d’Astier de la Vigerie zum Polizeichef, der von einem Pater Cordier als Staatssekretär im Innenministerium unterstützt wurde.
Komplettiert wurde sein Hochkommissariat durch einen „Conseil Impérial“ (dt. Reichsrat), dem Darlan selbst, Bergeret und Giraud und zusätzlich einige verschiedene vichyfreundliche Militärs, General Charles Noguès für Marokko, Châtel für Algerien und zwei Tage später Boisson für Französisch-Westafrika angehörten. Am 13. November befahl Darlan erfolglos dem Rest der vichy-französischen Flotte, sich ihm anzuschließen. Tags darauf wurde Französisch-Westafrika seiner Kontrolle unterstellt.
Darlan unterzeichnete eine in Cherchell mit General Clark erzielte Vereinbarung „Darlan-Clark“. Sie bot für Frankreich weniger Vorteile als der von de Gaulle mit Churchill unterzeichnete accord des Chequers vom 7. August 1940. Er enthielt u. a. folgende Bestimmungen:
- Art. 2: Alle Umgruppierungen der französischen Streitkräfte müssen durch die amerikanischen Militärbefehlshaber genehmigt werden.
- Art. 11: Die verhafteten Personen, die bei der Invasion den Alliierten geholfen hatten, müssen freigelassen werden.
- Art. 14: Den alliierten Streitkräften werden keine direkten und indirekten Steuern geschuldet.
- Art. 15: Extraterritorialität der Staatsbürger und Streitkräfte unter dem Kommando des Generalkommandierenden der US-Armee.
- Art. 16: Die für wichtig angesehenen Regionen in Französisch-Nordafrika konnten vom alliierten Kommandanten zu Militärregionen erklärt und seinem Befehl unterstellt werden.

Die Mobilisierung wurde mit der Begründung proklamiert „um den Marschall“ [d. h. Pétain] „zu befreien“.
Ohne jeden deutschen Druck wurden die Diskriminierungsgesetze von Vichy weiterhin angewandt. Die vom Vichy-Regime deportierten politischen Gefangenen mussten weiterhin in Konzentrationslagern in Algeriens Süden einsitzen.
Die Offiziere, die sich am 8. November der Résistance angeschlossen hatten, die Obersten Jousse, Baril und Magnan, wie auch die Generäle Monsabert, Béthouart und Charles Mast waren seitdem ihrer Kommandos enthoben und unter Hausarrest gestellt worden.
Durch ein Rundschreiben Girauds vom 15. November 1942 blieben Juden von Kampfeinheiten ausgeschlossen. Dies geschah zum Nachteil des französischen Afrikakorps. Juden wurden nur für Pioniereinheiten mobilisiert, zu Terrassierungsarbeiten eingesetzt oder beispielsweise als Freiwillige für Stoßtruppen.

### Opposition gegen Darlan
De Gaulle war von der Operation Torch ausgeschlossen, veröffentlichte aber am 8. November einen Appell zum Kriegseintritt von Französisch-Nordafrika auf Seiten der Alliierten. Nach der erfolgreichen Landung ließ General de Gaulle am 16. November offiziell wissen, dass er selbst und das Französische Nationalkomitee in London nicht an den Verhandlungen der Alliierten mit Darlan teilnehmen würden. Darlan ignorierend, entsandte de Gaulle kurz danach General François d’Astier de la Vigerie zur Kontaktaufnahme nach Algier. Die Mouvements unis de la Résistance (MUR) verurteilte die Politik der Kompromisse der Alliierten mit dem Kollaborateur Darlan.
Die alliierten Kriegskorrespondenten kritisierten in ihren Artikeln die Einsetzung eines Vichy-Regimes in Französisch-Nordafrika durch die Alliierten. Ihnen schlossen sich große Leitartikler, wie Walter Lippmann und Dorothy Thompson an, die öffentliche Kritik an der die sich auf Vichy-Generäle stützende Politik Roosevelts und Murphys auslösten. Auch Churchill musste sich in Großbritannien vor dem Unterhaus rechtfertigen. Präsident Roosevelt, der die Tragweite nach außen zu bagatellisieren suchte, verteidigte seine Politik als militärisch zweckmäßig. General Dwight D. Eisenhower verteidigte die entstandene Konstellation als eine unter dem Druck der militärischen Zwänge entstandenen Notlösung.
Die Freiwilligen vom 8. November opponierten gegen die Vereinbarungen Clark-Darlan und lehnten das Regime des Admirals ab. Einige schlossen sich zusammen und erhielten Waffen von jungen britischen Offizieren, die über die Vereinbarungen mit Darlan entrüstet waren. Ihre Gruppe wurde von Henri d’Astier de la Vigerie geführt. Am 11. November 1942 wurde das Corps Francs d'Afrique gegründet, hauptsächlich von Freiwilligen des 8. November. Die ersten Zusammenkünfte des Korps fanden in Algier statt.
Die Gruppe Combat von René Capitant, unter ihnen verschiedene am 8. November Beteiligte, trat aus dem Untergrund hervor und publizierte ihre Zeitschrift „Combat“, in der sie ihren Gaullismus erläuterten. Ebenso verbreitete die Jugendorganisation des Combat gaullistische Propaganda in den Schulen und auf den Wänden der Stadt.
Die Kommunisten, die es zuvor abgelehnt hatten, am 8. November teilzunehmen, schlossen sich nunmehr der Opposition an. Sie forderten die Befreiung ihrer Mitglieder, die unter menschenunwürdigen Bedingungen in Algier und in den Lagern im Süden interniert waren, unter ihnen ihr späterer Generalsekretär Waldeck Émile Rochet.
Die jüdische Gemeinde forderte gleichzeitig die Abschaffung der Diskriminierungsgesetze und die gleichberechtigte Einbeziehung jüdischer Soldaten in Kampfeinheiten. Der jüdische Veteran Henri Aboulker richtete einen Brief an Darlan, in dem er die Aufhebung der von Hitler inspirierten Gesetze forderte und das Recht für alle jüdischen Soldaten, wie andere Franzosen an die Front zu gelangen.

## Ermordung und Nachfolge Darlans
Allgemein wurde Darlans Rückzug erwartet, um eine Annäherung zwischen beiden französischen Seiten zu ermöglichen. Dass seine Kollaboration straflos blieb, konnte die Widerstandsbewegungen in allen von den Nazis besetzten Ländern nur entmutigen. Selbst die lokalen Vichysten hielten ihm seinen Seitenwechsel vor.
Schließlich losten vier Bewaffnete des Französischen Afrikakorps den 20-jährigen Freiwilligen Fernand Bonnier de La Chapelle aus, um den Admiral am 24. Dezember 1942 niederzuschießen. Von Henri d’Astier de la Vigerie war Pater Cordier hinzugezogen worden, der Bonnier im Vorhinein die Absolution erteilte. Dieser drang in das Sommerpalais ein, schoss Darlan nieder und wurde sofort festgenommen.
Die Mitglieder des Conseil Impérial suchten einen Nachfolger für Darlan, die alliierten Befehlshaber ließen sie wissen, dass einzig General Giraud ihre Unterstützung haben würde. So wurde de Gaulles wichtigster französischer Rivale bei den Amerikanern Giraud am 26. Dezember 1942 zum Hochkommissar ernannt und nahm den Titel eines „obersten zivilen und militärischen Chefs“ an.

### Die Exekution Fernand Bonnier de La Chapelles
Nachdem Bonnier de La Chapelle in aller Eile verhört worden war, wurde er am folgenden Tag 1942 zum Tode verurteilt. Weder setzte sich Giraud als Armeechef und Mitglied des Conseil Impérial für eine Begnadigung de La Chapelles ein, noch bemühte er sich um eine Strafumwandlung. General Noguès lehnte von Marokko aus das Gnadengesuch ab. Die Exekution Bonniers fand in aller Eile statt. Giraud befahl eine parteiische Ermittlung zum Attentat auf Darlan, nachdem durch die hastige Exekution der wichtigste Zeuge fehlte. Die zuständigen Militärrichter waren bereit, ihre Ermittlungen in die von Giraud und Bergeret gewünschte Richtung führen.
Posthum wurde Bonnier de la Chapelle rehabilitiert: In der Revisionsinstanz beim Appellationsgericht in Algier wurde am 21. Dezember 1945 geurteilt, dass das Tatmotiv effektiv „im Interesse der Befreiung Frankreichs“ gelegen habe.

### Girauds Machtpolitik
Seit der Befreiung Algiers gab es den Vorschlag, Darlan möge zurücktreten, um eine einheitliche, demokratische Regierung zu bilden, worin de Gaulle die politische und Giraud die militärische Leitung zugesichert wurde.
Die Wahl Girauds setzte den Hoffnungen des französischen Thronprätendenten, des Grafen von Paris ein Ende, den Henri d’Astier de la Vigerie nach Algier hatte kommen lassen und der auf eine Einheitsregierung der gaullistischen und der giraudistischen Strömung gesetzt hatte. Giraud, der als Monarchist bekannt war, wurde eine Unterstützung für eine Zusammenarbeit Giraud-de Gaulle erhofft. Aber nach dem Tod Darlans bezeichnete sich Giraud als „Giraudist“.
Eine Massenverhaftung von Résistants erfolgte am 30. Dezember durch die Gardes mobiles, veranlasst von den Ministern Bergeret und Rigault, unterstützt von den vichytreuen Kommandanten Jules Defrance u. a. Die Résistants wurden an einen Ort bei Laghouat verbracht. Giraud rechtfertigte anlässlich einer Pressekonferenz am 31. Dezember 1942 die Verhaftungen mit einem angeblichen Komplott gegen sich.
Giraud hielt die diskriminierenden Maßnahmen des Vichy-Regimes strikt bei und unternahm alles, um die Legitimierung seiner Regierung vom „abwesenden Marschall“ beizubehalten.
Um nichts zu ändern, gebrauchte Giraud den Slogan „ein einziger Zweck, der Sieg“ in seiner Rede vom 8. November 1942, die von Radio Algier durch einen der Résistants an dieser Stelle verkündet wurde, während er selbst ohne persönliches Risiko in Gibraltar die Resultate der Operation Torch abwartete. Mit der Begründung, alles den Kriegsanstrengungen unterzuordnen, wollte er seine Entscheidung rechtfertigen, die Vichy-Ordnung nicht aufzuheben und insbesondere die Gesetze Pétains nicht anzutasten. Er wollte die diskriminierenden Gesetze aufrechterhalten, die die französischen Juden aus den kämpfenden Einheiten fernhielt. Er beließ die Internierten des Vichy-Regimes in den Konzentrationslagern des Südens.

## Alliierter Druck zur Fusion

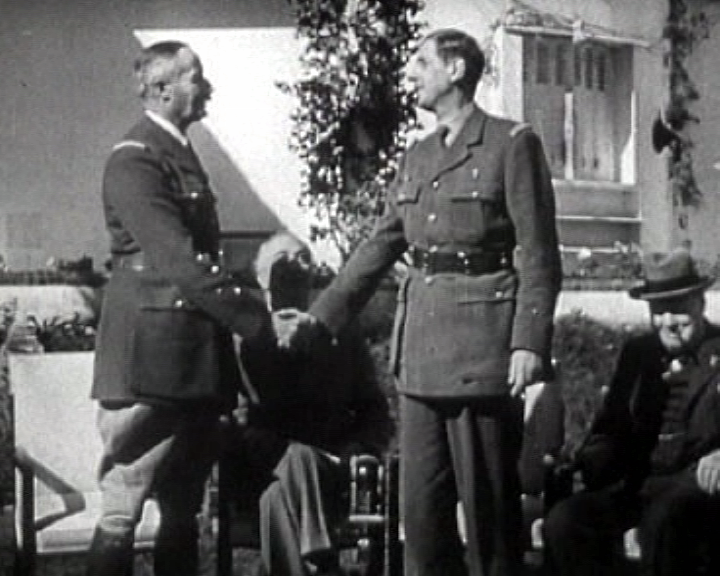
Händedruck zwischen de Gaulle und Giraud vor Roosevelt und Churchill in Casablanca 1943

Als die Komplikationen durch die Koexistenz zweier französischer Machtzentren das erwartete Ausmaß überstiegen, übten die alliierten Kommandeure  Druck zu deren Vereinigung aus. Roosevelt und Churchill entschieden, sich in Marokko zu treffen (Casablanca-Konferenz 1943), wo sie sich auch zu Giraud und de Gaulle bekannten. Die Unstimmigkeiten der beiden Generäle konnten dort nur festgestellt werden.
De Gaulle schlug Giraud vor, eine Fusion unter bestimmten Bedingungen zu diskutieren, und sah ihn in der Pflicht, ihm zu antworten. Umgekehrt sah Giraud aufgrund seines höheren Rangs de Gaulle in der militärischen Pflicht, sich seinen Befehlen unterzuordnen. Die US-Regierung zog Giraud nicht allein wegen seiner Gefügigkeit und seines höheren Rangs vor, sondern auch weil Roosevelt gegen de Gaulle voreingenommen war. Sie hofften, dass de Gaulle sich letztlich zurückziehen würde. De Gaulle war bereit, auf Augenhöhe unter der Bedingung zu verhandeln, eine Regierung zu bilden, die frei mit den Alliierten die Gesetze der Republik wiederherstellen, die internierten Résistants befreien und vichytreue Würdenträger aus ihren Machtpositionen beseitigen würde.
Roosevelt und Churchill betrachteten die von de Gaulle geforderte unabhängige französische Regierungsbildung zwar mit Misstrauen. mussten aber den Forderungen de Gaulles nach mehr Demokratie Zugeständnisse machen. Der Druck der Kriegsberichterstatter und der alliierten Presse auf die öffentliche Meinung in Großbritannien und den USA und der Fortbestand des Vichy-Regimes im Hinterland der tunesischen Front verpflichteten die Alliierten, Giraud zu einer Demokratisierung zu drängen.

### Erzwungene, doch unvollständige Demokratisierung
Die Befreiung der Putschisten vom 8. November 1942 erfolgte erst nach der Konferenz von Casablanca. Die Alliierten entsandten Jean Monnet, der von Roosevelt wegen seiner ökonomischen Kompetenz und seiner organisatorischen Fähigkeiten sehr geschätzt wurde, als politischen Berater zu Giraud. Dieser begriff, dass die Fortsetzung des diktatorischen Regimes und der Konzentrationslager des Vichy-Regimes unter alliierter Verantwortung nicht länger möglich sei. Monnet überredete Giraud, die demokratischen Institutionen unter seinen Befehlen vom 18. März 1943 teilweise wiederherzustellen. Jedoch konnte er dessen Antisemitismus nicht bändigen. Das Crémieux-Dekret, das den Juden Algeriens ihre französische Staatsbürgerschaft garantierte, blieb außer Kraft gesetzt; ebenso wurden den Juden das Recht verweigert, in den kämpfenden Einheiten zu dienen. Bergeret, ehemaliger Minister bei Pétain und Rigault, der die Chefs der Résistance im Dezember 1942 verhaftet hatte, demissionierte als oberster ziviler und militärischer Chef.

### Wachsendes Prestige de Gaulles
Durch die Befehlsunterstellung eines Teils von Girauds Truppen unter de Gaulle wuchs de Gaulles Prestige. Die Kampfhandlungen in Tunesien erreichten im April/Mai 1943 ihr Ende. Die Freien Französischen Streitkräfte unter dem Befehl von Marie-Pierre Kœnig und Leclerc rückte nordwärts vor und nahm am Triumph zur Befreiung in Tunis teil. Zu diesem Zeitpunkt wechselte rund die Hälfte des Französischen Afrikakorps auf die Seite der Freien Französischen Streitkräfte. Diesem Vorbild folgten zahllose Soldaten von Girauds Armee, die nicht mehr den Offizieren dienen wollten, die auf die Alliierten im November 1942 hatten schießen lassen.
Um die politische Einheit seines Komitees France libre in London mit dem Widerstand der Résistance interieur im besetzten Frankreich zu unterstreichen, ersetzte de Gaulle den Namen Freies Frankreich durch Kämpfendes Frankreich. Bei einer von Jean Moulin einberufenen, geheimen Zusammenkunft des Conseil National de la Résistance CNR in der französischen Hauptstadt Paris erhielt de Gaulle die politische Bestätigung: Der CNR erklärte in seiner ersten Sitzung vom 15. Mai 1943: „Das Volk von Frankreich erkennt niemals die Unterstellung von General de Gaulle unter General Giraud an, sondern fordert die schnelle Einsetzung einer provisorischen Regierung unter der Präsidentschaft von General de Gaulle, General Giraud wird Militärchef...“

### Konflikt zwischen de Gaulle und Giraud
De Gaulle drängte auf ein Zusammentreffen in Algier, was Giraud am 17. Mai akzeptierte; de Gaulle nahm seine Einladung für den 25. Mai an und erreichte Algier am 30. Mai. Schon am nächsten Tag begann de Gaulle die Verhandlungen mit der Forderung nach einer „wahren Regierung“ und dem Verschwinden der Prokonsulen; er erhielt am gleichen Abend ohne Wissen von Giraud den Rücktritt von Marcel Peyrouton (1887–1983), dem ehemaligen Minister von Pétain und geistigen Vater der Nazi-Gesetze des „État français“, der kurz zuvor von Giraud zum Generalgouverneur von Algerien ernannt worden war. Giraud erwiderte am 2. Juni mit der Ernennung zweier persönlicher Feinde de Gaulles auf Schlüsselpositionen, Admiral Émile Muselier und André Labarthe.

### Comité français de la Libération nationale
Unter diesen Bedingungen konstituierte sich letztlich am 3. Juni unter dem Namen Comité Français de la Libération Nationale (CFLN) eine französische Regierung. Ihre beiden Co-Präsidenten waren Giraud und de Gaulle. Zwei gaullistische Kommissare (André Philip für Inneres und René Massigli für Äußeres) nahmen daran teil sowie zwei giraudistische Kommissare (Jean Monnet für Bewaffnung und General Alphonse Georges als Staatskommissar). Dieses Komitee wurde durch General Catroux vervollständigt, der mit der Koordination beauftragt war.

### Ersetzung der Territorialchefs
Nach neuerlichen Verhandlungen erreichte de Gaulle schließlich als Kompromiss die Ersetzung aller Territorialchefs: In Marokko wurde General Gabriel Puaux zum Generalresident, in Algerien General Georges Catroux zum Generalgouverneur ernannt. An der Spitze der Levante-Territorien stand Jean Helleu und in Tunesien General Charles Mast. Am 22. Oktober 1943 wurde auch das Décret Crémieux wieder in Kraft gesetzt, sodass die Juden wieder gleichberechtigte Staatsbürger waren.
De Gaulle, der zunächst mit ungewissen Aussichten nach Algier gekommen war, stand trotz anglo-amerikanischen Drucks sowie einer feindlichen Armeeführung und Verwaltung nach wenigen Monaten an deren Spitze. Er hatte dies auch durch die Unterstützung der Repräsentanten der Résistance, der Parteien und der hauptstädtischen Gewerkschaften erreicht, die wenige Monate später seine Autorität vor Ort in der Konsultativversammlung legitimierten.

### Zeitdokumente
- René Pierre Gosset: Expédients provisoires, Paris, Fasquelle, 1945.
- Melvin K. Whiteleather (Kriegsberichterstatter): Main street’s new neigbors, Chapt. 11, African episode extraordinary, J.B. Lippincot, Philadelphia (PA) & New York (NY), 1945.

### Wissenschaftliche Werke
- Robert Paxton: Parades and Politics at Vichy: the french officer corps under Marshal Pétain, Princeton University Press 1966.
- Henri Michel: Darlan. Amiral de la Flotte, Hachette, Paris 1993. ISBN 978-2-012-35029-8.
- Romain Durand: De Giraud à de Gaulle: Les Corps francs d'Afrique, L’Harmattan, Paris 1999.
- Christine Levisse-Touzé: L'Afrique du Nord dans la guerre, 1939–1945, Albin Michel, Paris 1998. ISBN 2-226-10069-5.
- Jean-Louis Crémieux-Brilhac: La France Libre, Gallimard, 2 Bde., Paris 1997.
- Jacques Cantier: L'Algérie sous le régime de Vichy, Odile Jacob, Paris 2002. ISBN 978-2738110572.
- José Aboulker und Christine Levisse-Touzé: « 8 novembre 1942: les armées américaine et anglaise prennent Alger en quinze heures », Paris, Espoir, n° 133, 2002.
- Marc Olivier Baruch: Das Vichy-Regime: Frankreich 1940–1944 (= Universal-Bibliothek. Nr. 17021). Nachdr. Auflage. Reclam, Stuttgart 2008, ISBN 978-3-15-017021-2.

### Memoiren
- Général de Gaulle: Mémoires de Guerre, 2 vol., 1. L’appel;  2. L’unité, Le Livre de Poche, Paris 1999.
- Général Giraud: Un seul but: la victoire, Alger 1942–1944, Julliard, Paris 1949.
- Yves Maxime Danan: La vie politique à Alger de 1940 à 1944. Souvenirs, L.G.D.J., Paris  1963.